# Navatejares
Navatejares es un municipio de España perteneciente a la provincia de Ávila, en la comunidad autónoma de Castilla y León. Forma parte de la comarca tradicional del Alto Tormes. En 2017 contaba con una población de 54 habitantes.

## Geografía
Ubicación
La localidad está situada a una altitud de 1043 m sobre el nivel del mar.
| Noroeste: La Carrera     | Norte: El Barco de Ávila | Noreste: El Barco de Ávila |
| Oeste: Umbrías           |                          | Este: Los Llanos de Tormes |
| Suroeste: Nava del Barco | Sur: Nava del Barco      | Sureste: Tormellas         |

## Demografía
Navatejares cuenta con una población de 50 habitantes (INE 2024).
| Gráfica de evolución demográfica de Navatejares entre 1842 y 2021                                                     |
| |
| Población de derecho según los censos de población del INE. Población de hecho según los censos de población del INE. |

## Núcleos de población
- Navatejares
- Cabezas Altas
- Cabezas Bajas (despoblado)